# Centro Comercial Cwmbran
El Centro Comercial Cwmbran (en inglés: Cwmbran Shopping Centre) es un centro comercial propiedad de Prudential en la ciudad de Cwmbran, Torfaen, en Gales, Reino Unido. La ciudad fue diseñada con un solo Plan Maestro junto con los barrios residenciales circundantes. Se trata del segundo centro comercial más grande de Gales. La Corporación de Desarrollo de Cwmbran elaboró el Plan Maestro para el desarrollo de la nueva ciudad que se tradujo en la creación de los siete barrios originales que contenían algunos servicios locales, y la vivienda y que se encuentran a poca distancia del centro de la ciudad.  No fue sino hasta 1959 que comenzó la construcción de la zona comercial central, a pesar del hecho de que las consideraciones de su diseño comenzaron en 1951.